# Roberto Irañeta
Roberto Irañeta (21 de març de 1915 - 1993) fou un futbolista argentí.

## Selecció de l'Argentina
Va formar part de l'equip argentí a la Copa del Món de 1934.